# Joannes Maria Pfättisch
Joannes Maria Pfättisch OSB (* 11. Juli 1877 in Ingolstadt als Sebastian Heinrich Pfättisch; † 7. März 1922 in Ettal) war ein deutscher Lehrer, Gelehrter und Schriftsteller.

## Leben
Nach der Profess am 8. September 1899 in Scheyern und der Priesterweihe am 15. April 1901 studierte er Philosophie, Theologie, Altphilologie in München. Er war Lehrer und Oberstudiendirektor am Benediktinergymnasium Ettal. 1921 wurde er in die Benediktinerakademie aufgenommen.

## Schriften (Auswahl)
- Die Rede Konstantins des Großen an die Versammlung der Heiligen auf ihre Echtheit untersucht. Freiburg im Breisgau 1908, OCLC 1100145693.
- Der Einfluß Platos auf die Theologie Justins des Märtyrers. Eine dogmengeschichtliche Untersuchung nebst einem Anhang über die Komposition der Apologien Justins. Paderborn 1910, OCLC 64856549. purl.uni-rostock.de
- Die Dauer der Lehrtätigkeit Jesu. Nach dem Evangelium des Hl. Johannes. Freiburg im Breisgau 1911, OCLC 1203514399.
- Justinus' des Philosophen und Märtyrers Apologien. Münster 1933.

| Personendaten    | Personendaten                                  |
| ---------------- | ---------------------------------------------- |
| NAME             | Pfättisch, Joannes Maria                       |
| ALTERNATIVNAMEN  | Pfättisch, Sebastian                           |
| KURZBESCHREIBUNG | deutscher Lehrer, Gelehrter und Schriftsteller |
| GEBURTSDATUM     | 11. Juli 1877                                  |
| GEBURTSORT       | Ingolstadt                                     |
| STERBEDATUM      | 7. März 1922                                   |
| STERBEORT        | Ettal                                          |